# تورنوو
تورنوو (به چکی: Turnov) یک منطقهٔ مسکونی و شهرستان دارای شهرک سابقاً روستا در جمهوری چک است که در شهرستان سمیلی واقع شده‌است. تورنوو ۱۴٬۳۶۲ نفر جمعیت دارد.

## خواهرخوانده
شهر شهر الوستا خواهرخواندهٔ تورنوو هست.